# Ganeshapura, Kolar
Ganeshapura là một làng thuộc tehsil Kolar, huyện Kolar, bang Karnataka, Ấn Độ.